# Cibonin toranj
Cibonin toranj je poslovni neboder smješten u Zagrebu, Hrvatskoj na adresi Trg Dražena Petrovića 3, u blizini križanja Kranjčevićeve ulice i Savske ceste. Visina mu iznosi 92 m (105 m s antenom na vrhu), što ga čini jednim od najviših nebodera u Zagrebu i Hrvatskoj.

## Tehnički podaci
Šesti je neboder po visini u Republici Hrvatskoj, 4,15 m niži od Poslovnog centra Strojarska (VMD Kvart).
Visok je 92 m; iznad zemlje su: visoko prizemlje i 25 katova. Na krovu se nalazi radio jarbol čiji je vrh 105 metara iznad zemlje.
Dio je kompleksa koji se još sastoji od nižih poslovnih objekata, košarkaške dvorane i umjetničke instalacije.
Neboder je cilindar promjera 25 m koji u 4 stupnja smanjuje promjer prema vrhu, da bi završio s antenskim jarbolom.
Cilindar je rastavljen smicanjem po promjeru tako da baza podsjeća na tupi propeler, a dvije su polovice pri vrhu odvojene crnom plohom.
Fasada je izvedena u tamnom čeliku, potpuno reflektivnom staklu i crnom granitu.
Prozori nisu fiksni.
Prvi stupanj završava na 21. katu, drugi na 23. katu, treći na 24. katu, a zadnji se proteže do vrha 25. kata.
Obod nebodera drži 26 armirano-betonskih stupova koji ga čine otpornim na jake potrese (do 7 stupnjeva po Richteru) i na udarac manjeg zrakoplova poput Cessne.
Na 20. katu se nalaze konferencijske dvorane, a na 21. je restoran za djelatnike.

## Povijest
Gradnja je počela u travnju 1986. godine, a završetak radova 1987. godine u povodu održavanja Univerzijade, u sklopu kompleksa »Sportsko – poslovni kompleks Cibona, Zagreb«. Na projektu su radili: Marijan Hržić, Borislav Šerbetić i Ivan Piteša. Glavni je izvođač radova bilo poduzeće GRO Vladimir Gortan.
Cibonin toranj je predzadnji neboder izgrađen u Republici Hrvatskoj prije Domovinskog rata. Zadnji je Chromosov neboder izgrađen 1989. godine, a nakon rata, izgrađeni su HOTO Business Tower, Eurotower, Zagrebtower, Sky Office Tower i Poslovni centar Strojarska u Zagrebu, Dalmatia Tower u Splitu, osječki Eurodom te Tower Centar Rijeka.

## Zanimljivosti
- toranj je dobio ime po sponzoru, prehrambenom konzorciju, kao i košarkaškom klubu dvorane
- u narodu je dobio šaljiv naziv Mirkova cigara, po Mirku Novoselu[1]
- kraj nebodera se nalaze dvije ZET tramvajske stanice: »Tehnički muzej« (linije 3, 9, 12, te noćna 34) i »Studentski centar« (linije 3, 4, 13, 14, 17, te noćne 32 i 33)
- zbog sve više modernih poslovnih prostora, cijena kvadratnog metra u neboderu pada
- na vrhu se nalazio logo tvrtke Agrokor koja je zauzimala gotovo sve katove nebodera (uselila se 4. siječnja 2000. godine, a iselila 4. prosinca 2017.).[2]
- u prizemlju spojenom s prvim katom 7. lipnja 2006. godine otvoren je muzej Dražena Petrovića

## Galerija
- Pogled s jugoistoka, 2015.

## Vanjske poveznice
| Cibona Zagreb   | Cibona Zagreb |
| --------------- | --- |
|                 | |
| Dvorana         | Košarkaški centar Dražen Petrović \| Dom sportova                                                                      |
|                 | |
| Treneri         | Neven Spahija \| "Aco" Petrović \| Dražen Anzulović \| Velimir Perasović \| Željko Pavličević                          |
|                 | |
| Važne ličnosti  | Mirko Novosel |
|                 | |
| Poznati igrači  | Krešimir Ćosić \| Dino Rađa \| Franjo Arapović \| Dražen Petrović \| Alan Anderson \| Andro Knego \| Danko Cvjetičanin |
|                 | |
| Klupski nadimak | Vukovi s Tuškanca |
|                 | |
| Klupski slogan  | heja-heja cibosi |
|                 | |
| Vezani članci   | Muzejsko-memorijalni centar Dražen Petrović \| Mirkova cigara \| Međunarodna natjecanja                                |

| Cibona Zagreb   | Cibona Zagreb |
| --------------- | --- |
|                 | |
| Dvorana         | Košarkaški centar Dražen Petrović \| Dom sportova                                                                      |
|                 | |
| Treneri         | Neven Spahija \| "Aco" Petrović \| Dražen Anzulović \| Velimir Perasović \| Željko Pavličević                          |
|                 | |
| Važne ličnosti  | Mirko Novosel |
|                 | |
| Poznati igrači  | Krešimir Ćosić \| Dino Rađa \| Franjo Arapović \| Dražen Petrović \| Alan Anderson \| Andro Knego \| Danko Cvjetičanin |
|                 | |
| Klupski nadimak | Vukovi s Tuškanca |
|                 | |
| Klupski slogan  | heja-heja cibosi |
|                 | |
| Vezani članci   | Muzejsko-memorijalni centar Dražen Petrović \| Mirkova cigara \| Međunarodna natjecanja                                |

| Zagreb                      | Zagreb | Zagreb      |
| --------------------------- | --- | ----------- |
|                             | |             |
| povijest                    | biskupija • županija (1201. – 1924.) • Zlatna bula 1204. • Gradec • Kaptol • Krvavi most • Bitka na Medveščaku 1667. • kapucinski samostan • samostan klarisa • Srpanjske žrtve 1845. • gospodarska izložba 1864. • nadbiskupija • potres 1880. • posjet cara Josipa 1895. • Prosinačke žrtve 1918. • oblast • Drugi svjetski rat • bombardiranje • Oslobođenje Zagreba • partizanski zločini (Gračani) • tramvajska nesreća 1954. • Finale Kupa velesajamskih gradova 1963. • poplava 1964. • Finale Kupa velesajamskih gradova 1967. • željeznička nesreća 1974. • nogometni Euro 1976. • zrakoplovna nesreća 1976. • Ljetna univerzijada 1987. • Pjesma Eurovizije 1990. • Dinamo – Crvena zvezda 1990. • utakmica Hrvatska – SAD 1990. Raketiranje Banskih dvora • raketiranje 1995 • Zagrebačka kriza • atentat na Ivu Pukanića • Sto posto za Hrvatsku • Europske sveučilišne igre 2016. • superbolid 2020. • Potres u Zagrebu 2020. • poplava 2020. • Potres kod Petrinje 2020. • pad letjelice 2022. | Grb Zagreba |
|                             | | Grb Zagreba |
| gradske četvrti             | Donji grad • Gornji grad – Medveščak • Trnje • Maksimir • Peščenica – Žitnjak • Novi Zagreb – istok • Novi Zagreb – zapad • Trešnjevka – sjever • Trešnjevka – jug • Črnomerec • Gornja Dubrava • Donja Dubrava • Stenjevec • Podsused – Vrapče • Podsljeme • Sesvete • Brezovica | Grb Zagreba |
|                             | | Grb Zagreba |
| građevine i znamenitosti    | Banski dvori • Cibonin toranj • Državni arhiv • Eurotower • Grički top • Hotel Esplanade • HOTO Business Tower • Ilički neboder • Kuća Kallina • Kuća Turković • Kula Lotrščak • Kulmerovi dvori • Manduševac • Medvedgrad • Dom hrvatskih likovnih umjetnika (Meštrovićev paviljon) • Mirogoj • Narodni dom • Prizemljeni Sunčev sustav • Rudolfova vojarna • Susedgrad • Tunel Grič • Savski mostovi • Sky Office • Stara gradska vijećnica • Vila Rebar • Zagrepčanka | Grb Zagreba |
|                             | | Grb Zagreba |
| ulice i trgovi              | Avenija Dubrovnik • Bogovićeva ulica • Britanski trg (Britanac) • Dolac • Europski trg • Ilica • Kaptol • Nova Ves • Novakova ulica • Pantovčak • Strossmayerov trg • Sveti Duh • Tkalčićeva ulica • Trešnjevački trg • Trg bana Jelačića • Kvaternikov trg • Trg hrvatskih velikana • Trg kralja Petra Svačića • Trg kralja Tomislava • Trg Petra Preradovića (Cvjetni trg) • Trg Republike Hrvatske • Trg sv. Marka • Katarinin trg • Trg žrtava fažizma • Vukovarska ulica • Zrinjevac | Grb Zagreba |
|                             | | Grb Zagreba |
| parkovi, vrtovi i rekracija | Botanički vrt • Bundek • Dotrščina • Jarun • Lenucijeva potkova • Medvednica • Maksimir • Zoološki vrt | Grb Zagreba |
|                             | | Grb Zagreba |
| park-šume                   | Cmrok • Čulinečina • Dankovečka šuma • Dubravkin put • Grmoščica • Jelenovac • Jurjevska • Kraljevec • Lisičina • Magdalena • Maskimir • Mirogoj • Miroševčina • Novoselec • Oporovec • Pantovčak • Prekrižje • Remete • Rokov perivoj • Savska opatovina • Susedgrad • Šestinski dol • Tuškanac • Zamorski breg – Šestinski vrt • Zelengaj | Grb Zagreba |
|                             | | Grb Zagreba |
| svetišta i bogomolje        | Bazilika sv. Antuna • Bazilika Srca Isusova • Crkva Sveta Mati Slobode • Crkva sv. Blaža • Crkva sv. Katarine • Crkva sv. Marka • Evangelička crkva • Saborna crkva Preobraženja Gospodnjeg • džamija • grkokatolička konkatedrala • katedrala • sinagoga | Grb Zagreba |
|                             | | Grb Zagreba |
| kultura                     | Advent • filharmonija • Gavella • HNK • Komedija • Kravat pukovnija • Lisinski • Mala scena • NSK • pijanistička škola • Šestinski kišobran • škola crtanog filma • Zagrebački solisti | Grb Zagreba |
|                             | | Grb Zagreba |
| galerije i muzeji           | arheološki • arhitekture • etnografski • Gliptoteka HAZU • grada Zagreba • Klovićevi dvori • Lauba • Mimara • moderne umjetnosti • MSU • naivne umjetnosti • povijesni • prirodoslovni • Strossmayerova galerija starih majstora • školski • športski • tehnički • tiflološki • Umjetnički paviljon • umjetnost i obrt • željeznički | Grb Zagreba |
|                             | | Grb Zagreba |
| obrazovanje                 | HAZU • srednje škole i gimnazije • Sveučilište (Akademije: ADU • ALU • MUZA • Fakulteti: arhitektura • EFZG • ERF • FBF • FER • FFRZ • FFZG • FHS • FKIT • FOI • FPZ • FSB • geodezija • građevina • grafički • GTF • KBF • KIF • MEF • metalurški • PFZG • PMF • promet • RGNF • stomatološki • TTF • učiteljski • VEF) | Grb Zagreba |
|                             | | Grb Zagreba |
| promet                      | Autobusni kolodvor • Glavni kolodvor • javni gradski promet (autobusne linije • tramvaji • uspinjača • žičara) • prigradska željeznica • Zapadni kolodvor • zračna luka | Grb Zagreba |
|                             | | Grb Zagreba |
| događaji                    | Animafest • INmusic festival • Interliber • Međunarodna smotra folklora • Muzički biennale Zagreb • Pasionska baština • Zagrebački filmski festival • Zagrebački velesajam • ZagrebDox | Grb Zagreba |
|                             | | Grb Zagreba |
| ostalo                      | biskupi i nadbiskupi • Gradska skupština • gradonačelnici • Ephemerides Zagrabienses • ime • počasni građani • Purgeri • urbanizam u 19. stoljeću • Zagi • Zagrebačka filološka škola • Zagrebački denar • Zagrebačka mumija | Grb Zagreba |

| Zagreb                      | Zagreb | Zagreb      |
| --------------------------- | --- | ----------- |
|                             | |             |
| povijest                    | biskupija • županija (1201. – 1924.) • Zlatna bula 1204. • Gradec • Kaptol • Krvavi most • Bitka na Medveščaku 1667. • kapucinski samostan • samostan klarisa • Srpanjske žrtve 1845. • gospodarska izložba 1864. • nadbiskupija • potres 1880. • posjet cara Josipa 1895. • Prosinačke žrtve 1918. • oblast • Drugi svjetski rat • bombardiranje • Oslobođenje Zagreba • partizanski zločini (Gračani) • tramvajska nesreća 1954. • Finale Kupa velesajamskih gradova 1963. • poplava 1964. • Finale Kupa velesajamskih gradova 1967. • željeznička nesreća 1974. • nogometni Euro 1976. • zrakoplovna nesreća 1976. • Ljetna univerzijada 1987. • Pjesma Eurovizije 1990. • Dinamo – Crvena zvezda 1990. • utakmica Hrvatska – SAD 1990. Raketiranje Banskih dvora • raketiranje 1995 • Zagrebačka kriza • atentat na Ivu Pukanića • Sto posto za Hrvatsku • Europske sveučilišne igre 2016. • superbolid 2020. • Potres u Zagrebu 2020. • poplava 2020. • Potres kod Petrinje 2020. • pad letjelice 2022. | Grb Zagreba |
|                             | | Grb Zagreba |
| gradske četvrti             | Donji grad • Gornji grad – Medveščak • Trnje • Maksimir • Peščenica – Žitnjak • Novi Zagreb – istok • Novi Zagreb – zapad • Trešnjevka – sjever • Trešnjevka – jug • Črnomerec • Gornja Dubrava • Donja Dubrava • Stenjevec • Podsused – Vrapče • Podsljeme • Sesvete • Brezovica | Grb Zagreba |
|                             | | Grb Zagreba |
| građevine i znamenitosti    | Banski dvori • Cibonin toranj • Državni arhiv • Eurotower • Grički top • Hotel Esplanade • HOTO Business Tower • Ilički neboder • Kuća Kallina • Kuća Turković • Kula Lotrščak • Kulmerovi dvori • Manduševac • Medvedgrad • Dom hrvatskih likovnih umjetnika (Meštrovićev paviljon) • Mirogoj • Narodni dom • Prizemljeni Sunčev sustav • Rudolfova vojarna • Susedgrad • Tunel Grič • Savski mostovi • Sky Office • Stara gradska vijećnica • Vila Rebar • Zagrepčanka | Grb Zagreba |
|                             | | Grb Zagreba |
| ulice i trgovi              | Avenija Dubrovnik • Bogovićeva ulica • Britanski trg (Britanac) • Dolac • Europski trg • Ilica • Kaptol • Nova Ves • Novakova ulica • Pantovčak • Strossmayerov trg • Sveti Duh • Tkalčićeva ulica • Trešnjevački trg • Trg bana Jelačića • Kvaternikov trg • Trg hrvatskih velikana • Trg kralja Petra Svačića • Trg kralja Tomislava • Trg Petra Preradovića (Cvjetni trg) • Trg Republike Hrvatske • Trg sv. Marka • Katarinin trg • Trg žrtava fažizma • Vukovarska ulica • Zrinjevac | Grb Zagreba |
|                             | | Grb Zagreba |
| parkovi, vrtovi i rekracija | Botanički vrt • Bundek • Dotrščina • Jarun • Lenucijeva potkova • Medvednica • Maksimir • Zoološki vrt | Grb Zagreba |
|                             | | Grb Zagreba |
| park-šume                   | Cmrok • Čulinečina • Dankovečka šuma • Dubravkin put • Grmoščica • Jelenovac • Jurjevska • Kraljevec • Lisičina • Magdalena • Maskimir • Mirogoj • Miroševčina • Novoselec • Oporovec • Pantovčak • Prekrižje • Remete • Rokov perivoj • Savska opatovina • Susedgrad • Šestinski dol • Tuškanac • Zamorski breg – Šestinski vrt • Zelengaj | Grb Zagreba |
|                             | | Grb Zagreba |
| svetišta i bogomolje        | Bazilika sv. Antuna • Bazilika Srca Isusova • Crkva Sveta Mati Slobode • Crkva sv. Blaža • Crkva sv. Katarine • Crkva sv. Marka • Evangelička crkva • Saborna crkva Preobraženja Gospodnjeg • džamija • grkokatolička konkatedrala • katedrala • sinagoga | Grb Zagreba |
|                             | | Grb Zagreba |
| kultura                     | Advent • filharmonija • Gavella • HNK • Komedija • Kravat pukovnija • Lisinski • Mala scena • NSK • pijanistička škola • Šestinski kišobran • škola crtanog filma • Zagrebački solisti | Grb Zagreba |
|                             | | Grb Zagreba |
| galerije i muzeji           | arheološki • arhitekture • etnografski • Gliptoteka HAZU • grada Zagreba • Klovićevi dvori • Lauba • Mimara • moderne umjetnosti • MSU • naivne umjetnosti • povijesni • prirodoslovni • Strossmayerova galerija starih majstora • školski • športski • tehnički • tiflološki • Umjetnički paviljon • umjetnost i obrt • željeznički | Grb Zagreba |
|                             | | Grb Zagreba |
| obrazovanje                 | HAZU • srednje škole i gimnazije • Sveučilište (Akademije: ADU • ALU • MUZA • Fakulteti: arhitektura • EFZG • ERF • FBF • FER • FFRZ • FFZG • FHS • FKIT • FOI • FPZ • FSB • geodezija • građevina • grafički • GTF • KBF • KIF • MEF • metalurški • PFZG • PMF • promet • RGNF • stomatološki • TTF • učiteljski • VEF) | Grb Zagreba |
|                             | | Grb Zagreba |
| promet                      | Autobusni kolodvor • Glavni kolodvor • javni gradski promet (autobusne linije • tramvaji • uspinjača • žičara) • prigradska željeznica • Zapadni kolodvor • zračna luka | Grb Zagreba |
|                             | | Grb Zagreba |
| događaji                    | Animafest • INmusic festival • Interliber • Međunarodna smotra folklora • Muzički biennale Zagreb • Pasionska baština • Zagrebački filmski festival • Zagrebački velesajam • ZagrebDox | Grb Zagreba |
|                             | | Grb Zagreba |
| ostalo                      | biskupi i nadbiskupi • Gradska skupština • gradonačelnici • Ephemerides Zagrabienses • ime • počasni građani • Purgeri • urbanizam u 19. stoljeću • Zagi • Zagrebačka filološka škola • Zagrebački denar • Zagrebačka mumija | Grb Zagreba |